# Teoria cromosomica dell'ereditarietà
La teoria cromosomica dell'ereditarietà è una teoria sviluppata agli inizi del 1900 dallo scienziato americano Walter Sutton e il biologo tedesco Theodor Boveri, in modo indipendente. Lo sviluppo della teoria fu possibile soprattutto grazie al perfezionamento delle tecniche di microscopia.

## Prove indirette della teoria

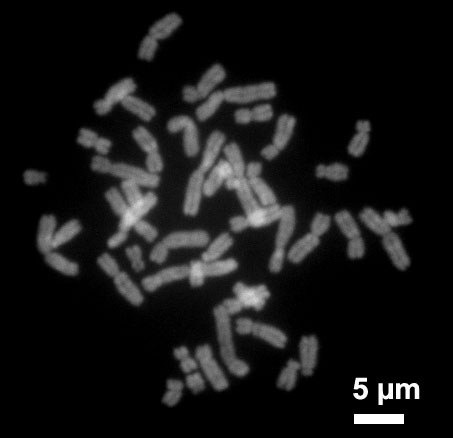
Cromosomi umani durante la metafase.

La teoria, poi ampiamente confermata, suggeriva che i geni fossero presenti sui cromosomi. In particolare i teorici notarono una stretta somiglianza tra i processi che subivano i cromosomi nel corso di mitosi e meiosi e il "comportamento" dei geni così come lo aveva descritto Gregor Mendel il secolo precedente. Secondo le leggi di Mendel, infatti, i geni (o particelle ereditarie come venivano chiamate dal monaco) erano presenti in coppia e si dividevano nei gameti (in seguito a meiosi). Studi condotti dagli scienziati in seguito mostrarono come anche i cromosomi fossero in coppia e che il loro numero nelle cellule somatiche era il doppio rispetto al numero nei gameti. La seconda  legge di Mendel, inoltre, afferma che coppie di geni distinti segregano (cioè si dividono) in modo indipendente. Il fatto fu osservato anche nei cromosomi: studiando dei cariotipi particolari si osservò che l'assortimento dei cromosomi in seguito a loro divisione era del tutto casuale e indipendente dagli altri cromosomi.
Molte furono però le obiezioni alla teoria: esse contestavano soprattutto che i dati sperimentali, con le tecniche di allora, non potevano essere accertati in modo esatto. Ad esempio non potevano essere seguiti i cromosomi nel corso dell'interfase, quindi non si poteva escludere che essi si ricombinassero in qualche modo: non si avevano cioè prove certe che i cromosomi fossero unità distinte e stabili e veniva così meno la teoria riguardo alla loro.
Un'altra importante prova, seppure anche questa indiretta, della teoria cromosomica dell'ereditarietà si ebbe nella primo decennio del 1900 grazie agli studi condotti da Thomas Hunt Morgan. Importanti furono, però, anche le osservazioni per la prima volta dei cromosomi sessuali (X e Y), cromosomi non uguali (eteromorfi) ma che comunque si appaiavano nel corso delle divisioni cellulari. In determinati organismi la presenza di una coppia XY era associata al sesso maschile, quella XX al sesso femminile. Morgan, sfruttando particolari mutazioni della Drosophila, scoprì che alcuni geni (ad esempio il colore degli occhi) erano anch'essi associati al sesso: il modo con cui venivano ereditati si spiegava, così, solo se i geni si consideravano posti sui cromosomi sessuali (in particolare il cromosoma X).

## Prova diretta
La prima prova diretta si ottenne poco dopo, dagli studi di un allievo di Morgan, sempre lavorando sull'organismo modello del moscerino. Furono in particolare analizzati degli individui di Drosophila "anormali" (progenie eccezionale), che cioè non seguivano le leggi classiche  dell'ereditarietà. Il ragionamento alla base era che se il modello era corretto e portava a determinati risultati sperimentali, i risultati "atipici" potevano essere spiegati da non corretto funzionamento dei meccanismi citologici alla base della teoria stessa. In alcune progenie per esempio comparvero (anche se con frequenza bassissima) individui non previsti in base al modello di ereditarietà, ma che furono spiegati ipotizzando il fenomeno della non disgiunzione, dovuta appunto una non corretta divisione dei cromosomi rispetto a come descritto dalla teoria.
Le successive scoperte resero poi inequivocabile l'assunto di questa teoria; si dimostrò in seguito che nel cromosoma è il DNA a contenere la sequenza genica (esperimento di Avery ed esperimento di Hershey-Chase). Oramai sono conosciute le sequenze complete dei genomi di moltissimi organismi, sequenze appunto racchiuse e trasmesse nel DNA associato nei cromosomi.